# Тимофеева, Ольга Викторовна
О́льга Ви́кторовна Тимофе́ева (род. 19 августа 1977, Ставрополь, Ставропольский край, РСФСР, СССР) — российский политический и общественный деятель, журналист. Председатель комитета Государственной Думы по развитию гражданского общества, вопросам общественных и религиозных объединений с 12 октября 2021 года до 26 февраля 2025 года. Член фракции «Единая Россия». Почётный гражданин города Ставрополя (2014).
Депутат Государственной Думы Федерального собрания Российской Федерации VI, VII и VIII созывов.
Заместитель председателя Государственной Думы VII созыва (9 октября 2017 — 12 октября 2021). Председатель комитета Государственной Думы Федерального Собрания Российской Федерации по экологии и охране окружающей среды (5 октября 2016 — 9 октября 2017). Депутат Ставропольской городской думы IV и V созывов (12 октября 2008 — 22 мая 2012). Председатель комитета Ставропольской городской думы по информационной политике, взаимодействию с общественными и ветеранскими организациями (2008—2011).
Член Центрального штаба общественного движения «Общероссийский народный фронт». Сторонник Всероссийской политической партии «Единая Россия».
Учредитель и один из первых сопредседателей (в 2013—2018 годах) Центрального штаба общественного движения «Общероссийский народный фронт».
Из-за вторжения России на Украину, находится под международными санкциями Евросоюза, США, Великобритании и ряда других стран

## Биография

### Образование
- 1999 г. — юридический факультет Ставропольского государственного университета, специальность «юрист»;
- 2000 г. — факультет «финансы и кредит» Ставропольской государственной сельскохозяйственной академии по специальности «финансы и кредит»;
- 2004 г. — факультет профессиональной переподготовки в Московском авиационном институте (Государственный технический университет) по Президентской программе управленческих кадров, специальность «менеджмент».

### Работа журналистом
С 1996 года работала на ставропольском телевидении: телеканал АТВ, затем «РЕН ТВ-Ставрополь» (закрыт с 1.11.2015 г.).
С 18 лет прошла все этапы профессии — тележурналист, редактор, продюсер, ведущая программ. Дополнительное профессиональное образование получила в школе журналистики «Интерньюс».
Автор и ведущая программы «Время говорить». Стаж работы в прямом эфире — более 15 лет.
В 2007 году Ольга Тимофеева стала лауреатом Всероссийского телевизионного конкурса «ТЭФИ — регион» в номинации «Лучший интервьюер». Член Союза журналистов России.
С 2010 года член Академии Российского телевидения.

### Политическая активность
В 2000-х годах возглавляла ставропольское отделение незарегистрированной партии «Новые правые».

### Депутат Ставропольской городской думы
В апреле 2008 года победила на выборах депутатов Ставропольской городской Думы.
С 2008 по 2011 год занимала должность председателя комитета Ставропольской городской думы по информационной политике, взаимодействию с общественными и ветеранскими организациями.
С 2011 по 2012 год заместитель председателя комитета Ставропольской городской думы по социальной политике.
В марте 2011 года Тимофеева переизбрана депутатом Ставропольской городской думы.
22 мая 2012 года полномочия Тимофеевой были досрочно прекращены.

### Депутат Государственной думы
С 22 мая 2012 года Тимофеева является депутатом Государственной думы Федерального собрания Российской Федерации.

С 2012 по 2016 год — член комитета ГД РФ по информационной политике, информационным технологиям и связи.

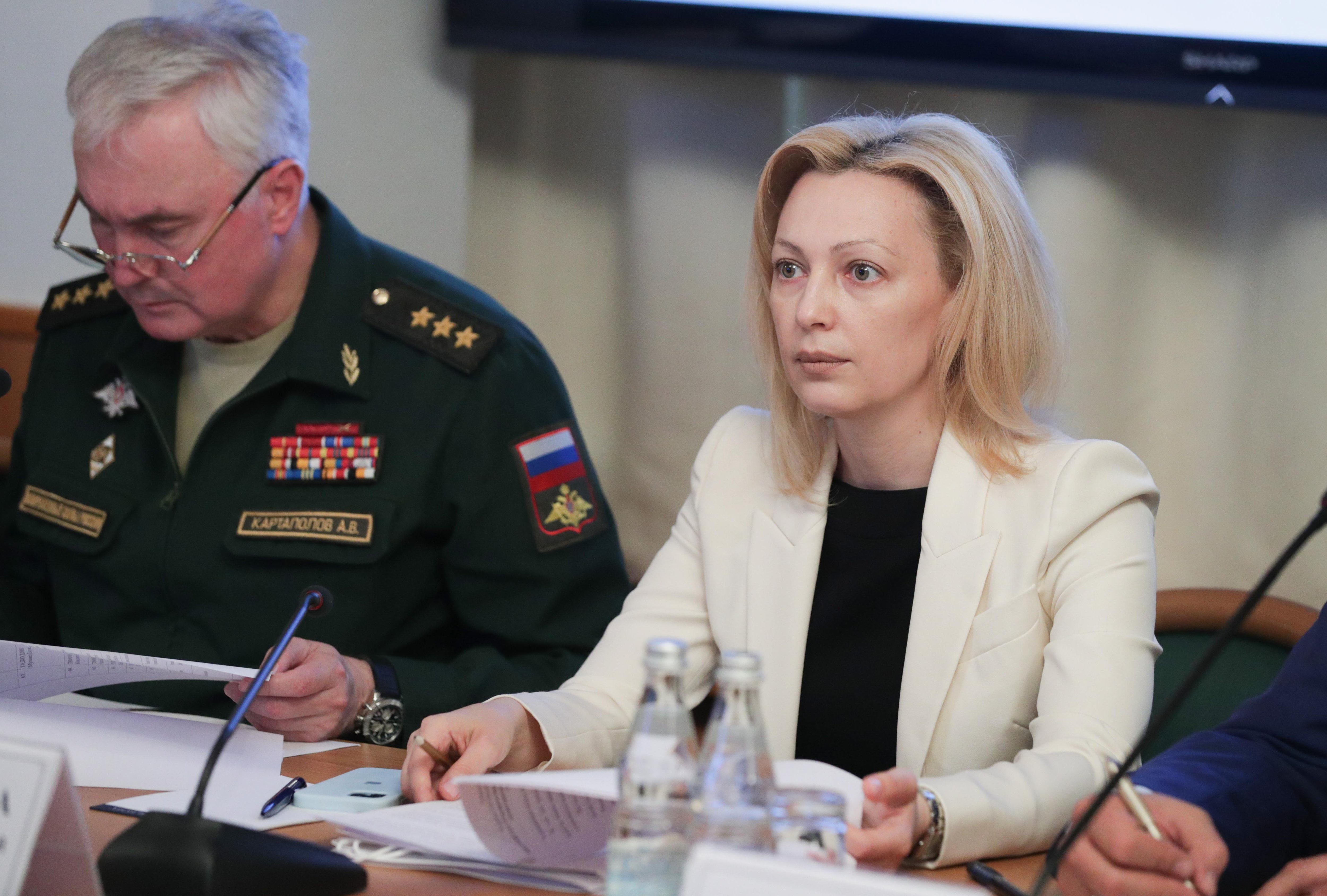
Заместитель Председателя Государственной Думы Ольга Тимофеева, 2021 год

С 2013 года — сопредседатель Центрального Штаба Общероссийского народного фронта.
В 2013 году награждена медалью «За заслуги перед городом Ставрополем».
В 2014 году присвоено звание «Почётный гражданин города Ставрополя».
В 2016 году награждена медалью ордена «За заслуги перед Отечеством» II степени.
Вместе с Дмитрием Харатьяном 18 марта 2015 года вела концерт на Красной площади — «Севастополь-Крым-Россия».
В 2016 году по итогам предварительного голосования Единой России заняла 1 место (68,23 % голосов) в региональной части партийного списка.
18 сентября 2016 года избрана депутатом Государственной Думы Федерального собрания Российской Федерации VII созыва.
В 2016—2017 годах — председатель комитета Государственной думы по экологии и охране окружающей среде.
Награждена специальной наградой РАЕН «За заслуги в развитии науки и экономики России» (2017).
С 9 октября 2017 года — заместитель председателя Государственной думы Федерального Собрания Российской Федерации.
Ольга Тимофеева не принимала участие в голосовании по пенсионной реформе, как заявила сама парламентарий, на момент голосования она находилась в командировке. По мнению Тимофеевой, в первоначальном виде закон принимать нельзя.
В ходе президентских выборов 2018 года была членом инициативной группы, выдвинувшей кандидатуру президента РФ Владимира Путина.
29 апреля 2021 года подала документы в ставропольский региональный оргкомитет на участие в праймериз «Единой России» по отбору кандидатов на выборы депутатов Государственной Думы VIII созыва. Парламентарий намерена баллотироваться по Невинномысскому одномандатному избирательному округу № 66. Одержала победу на предварительном голосовании по одномандатному избирательному округу № 66.
19 сентября 2021 года победила на парламентских выборах от Невинномысского одномандатного избирательного округа № 66.
С 12 октября 2021 по 27 февраля 2025 года была председателем комитета Государственной Думы по развитию гражданского общества, вопросам общественных и религиозных объединений.

### Законотворческая деятельность
С 2012 по 2019 год, в течение исполнения полномочий депутата Государственной Думы VI и VII созывов, выступила соавтором 41 законодательной инициативы и поправки к проектам федеральных законов.
В октябре 2023 года в составе группы однопартийцев внесла законопроект, согласно которому учредителями и участниками некоммерческих организаций не смогут стать люди, связанные с деятельностью «нежелательных» организаций.

## Критика
В 2017 году Ольга Тимофеева выступила против эвтаназии бездомных собак и в поддержку новаторской программы возвратной стерилизации этих зверей (ОСВВ), а её противников назвала «людьми, играющими на эмоциях». Позиция Тимофеевой вызвала осуждение со стороны защитников животных из Центра правовой зоозащиты, упрекнувших её в правовой безграмотности и указавших ей на то, что законопроект «Об ответственном обращении с животными», который она курирует, находясь на посту главы комитета по экологии ГД РФ, разрешит свободное обитание бродячих собак на улицах городов и нарушит конституционные права граждан на безопасную среду, создав угрозу для жизни и здоровья людей.

## Санкции
25 февраля 2022 года, на фоне вторжения России на Украину, включена в санкционный список стран Евросоюза в ответ на решение России признать территории Донецкой и Луганской областей Украины и на решение об отправке туда российских войск.
11 марта 2022 года внесена в санкционный список Великобритании «за признание независимости двух сепаратистских регионов в Украине».
30 сентября 2022 года попала в санкционный список США в ответ на «фиктивные референдумы» и «аннексию территорий Украины российскими оккупационными силами». Государственный департамент отмечает что депутаты единогласно приняли закон о фейках, а некоторые депутаты сыграли ключевую роль в распространении российской дезинформации о войне.
23 февраля 2023 года включена в санкционный список Канады «соратников режима», так как она «голосовала за законодательство связанное с вторжением и попыткой аннексии четырех регионов Украины».
По аналогичным основаниям находится в санкционных списках Швейцарии, Австралии, Японии, Украины и Новой Зеландии

## Награды
- 11 декабря 2018 года награждена Орденом Почёта[41].
- 20 декабря 2018 года награждена «за активную законотворческую работу» Почётной грамотой Правительства Российской Федерации.[42].
- Благодарность Правительства Российской Федерации (4 июля 2013 года) — за многолетнюю плодотворную законотворческую деятельность и развитие законодательства Российской Федерации[43].
- Юбилейная медаль «МПА СНГ. 25 лет» (13 октября 2017 года, Межпарламентская ассамблея СНГ) — за заслуги в деле развития и укрепления парламентаризма, за вклад в развитие и совершенствование правовых основ функционирования Содружества Независимых Государств, укрепление международных связей и межпарламентского сотрудничества[44]
- Юбилейная медаль «МПА СНГ. 30 лет» (16 ноября 2023 года, Межпарламентская ассамблея СНГ) — за заслуги в деле развития и укрепления парламентаризма, за вклад в развитие и совершенствование правовых основ функционирования Содружества Независимых Государств, укрепление международных связей и межпарламентского сотрудничества[45].